# Alliaria
Alliaria és un gènere de plantes amb flors de la família Brassicàcia. Té només dues espècies: l'al·liària (Alliaria petiolata) que és autòctona als Països Catalans i Alliaria brachycarpa, que és endèmica del Caucas, tot i que alguns autors hi afegeixen una tercera espècie Alliaria auriculata.